# Orthogonioptilum bernardii
Orthogonioptilum bernardii is een vlinder uit de familie nachtpauwogen (Saturniidae), onderfamilie Saturniinae.
De wetenschappelijke naam van de soort is voor het eerst geldig gepubliceerd door Bouyer in 1990.